# Döttesfeld
Döttesfeld település Németországban, Rajna-vidék-Pfalz tartományban. Lakosainak száma 679 fő (2023. december 31.).

## Népesség
A település népességének változása:
| Lakosok száma | 580  | 619  | 648  | 639  | 656  | 679  |
|               | 1975 | 2017 | 2019 | 2021 | 2022 | 2023 |